# AbeBooks
AbeBooks（エイブブックス）は7ヶ国で展開する世界的な電子商取引のオンライン取引市場である。50ヶ国以上の販売者から本やファインアート、収集品などが出品されている。
2008年1月、Amazon.comがAbeBooksを買収し、その傘下にある。

## 歴史
- 1995年にヴィクトリアの古書店経営者キャシー・ウェイターズと夫のキース、そしてキースの友人のリック・ピューラーとその妻ビビアンの2組の夫妻によってAbeBooksは設立された[2]。名前は"Advanced Book Exchange"（先進的な書籍の取引）に由来する頭字語である。同年法人化し1996年にウェブサイトを開設したが、当初は４つの書店のみの出品に留まっていた。
- 1990年後期から2005年まで、AbeBooksはeBay、Half.com、Barnes & Noble.com、BibliOZ.comとAmazon.comと再版契約を結び参加書店の本をこれらのサイトで販売できるようになった。このようにしてAbeBooksは市場に参入したがこれらの契約は2005年に失効し、現在AbeBooksはAmazon.comとのみ再版契約を結んでいる。
- 2001年、AbeBooksはドイツのオンライン本市場「JustBooks GmbH」を買収し、これを足がかりにしてドイツやフランス、英国の本のオンライン取引市場に参入した。
- 2003年、ドイツのメディア企業Hubert Burda Mediaが過半数の株式を取得した[3]。
- 2004年、AbeBooksは販売モデルを新刊にまで拡大し、スペイン語圏の市場によりよいサービスを提供するためにスペインのオンライン古書取引市場「IberLibro」を買収し、2006年12月にはその在庫をAbebooksの出品データベースに統合した。
- 2005年11月、AbeBooksはショッピングサイトを横断検索しアメリカの本の価格を比較する「BookFinder.com」を買収した[4]。
- 2006年2月、AbeBooksは在庫と注文マネジメント企業の「Fillz」を買収した[5]。
- 2006年5月、AbeBooksは愛書家向けのソーシャルネットワークと本の目録サイト「LibraryThing」株の40%分を購入した[6]。

- 2008年4月、AbeBooksは1000以上の書店のウェブサイトを管理する企業「Chrislands」を買収した[7]。のちの2013年5月にAbeBooksはChrislands創業者の一人Jaymes SorbelにChrislandsを売却している。
- 2008年6月、AbeBooksはチャリティー活動や、リテラシー・イニシアチブ、商慣行における友好的な環境構築への献身などの企業の社会的責任のリーダーシップを発揮したとして「ブリティッシュコロンビアテクノロジー産業協会」の「Impact Award」を受賞した[8]。
- 2008年8月1日、AbeBooksはAmazon.comにより買収されると発表した。この取引でアマゾンはAbeBooksが保有する「LibraryThing」株40%を得たが、LibraryThingの競合相手である「Shelfari」にアマゾンは出資していたため両社の株を保有することになった。
- 2008年以降、AbeBooksは毎年「ブリティッシュコロンビアの最高経営者」の一人として名前が挙げられている[9]。

- 2010年5月、AbeBooksはアマゾン上で本を販売する機会を販売者に提供するためにAbeBooksチャンネルプログラムを開設したが、2014年6月16日に閉鎖された。
- 2011年、AbeBooksは27ヶ国の販売業者が数百万の古書や中古本、絶版本を販売する世界的なドイツのオンライン希少本取引市場「ZVAB.com」を買収した。
- 2016年、Arkady VitroukがCEOに任命された[10]。彼は以前にルクセンブルクにあるアマゾン欧州本社でKindleコンテンツのディレクターを務めていたことがある。アマゾンに入社する前には、彼はロシアの企業「Azbooka-Atticus Publishing Group」のCEOだった。
- 2020年、ケリー・ライトがGM/CEOに任命された[11]。彼は以前、2017年から2020年までAbe BooksのCTOであり、2010年から2017年まではソフトウェア開発マネージャーを務めていた。[12]

AbeBooksはカナダのブリティッシュコロンビアのビクトリアに本社を構え、ドイツのデュッセルドルフに欧州事務所がある。Abebooksは北アメリカ、フランス、ドイツ、イタリア、イギリス、スペインでサイトを運営しており、数百万の商品が販売されている。大半の本は中古本、希少本、初版本、絶版本で数は増え続けている。

## 最も高値で販売された出品物
AbeBooksは高価な希少品や収集品が取引されていることでも知られている。2015年2月にAbeBooksは当時としては最も高価な売上を記録した。貴重な鳥類学の本がAbeBooksのオンライン上で191万ドル（約2億2650万円）で売却された。ウェブサイトは定期的に直近の高価なセールを報告している。

## 在庫の検索可能性
AbeBooksのユーザーは多くの個人書店の本の一覧表を横断検索することができる。書店の経営者はそれにより大手書店との競争が可能になった。多くの書店が店頭販売を維持する一方で、オンライン専業に踏み切る書店も一部存在する。
販売者は彼らの在庫情報をAbeBooksのデータベースにアップロートし、商品の状態や価格を含めたそれぞれの本の情報を明示する。
価格は固定（最少額は1ドル）でありオークション制度はない。商品は極めて一般的なものから数百部程度は存在すると思われるものや数千ドルの価値がある本当にただ一つしか存在しない原稿物など幅広い。本に加えて、雑誌やオーディオブック、ジャーナル、イラスト、時代物の写真、エフェメラの紙などが販売されている

## 販売者
AbeBooksは当初販売する本の数に応じた均一料金であったが、この仕組みは2000年代早期に販売手数料を含めて変更された。
現在、AbeBooksで販売する場合の手数料等は以下の通りである。
1.月額課金（必要）：販売者はサイトに出品するために月額課金を支払う。課金額は本の出品数に応じて決まり、最少額は25ドル（500冊以下）で最高額は500ドル（50万冊以上）。この月額課金料金は2008年4月以降に導入された。
2.販売手数料（必要）：販売者は本が売れた場合、本の価格と送料の合計額の8%の販売手数料を支払う。2008年に同社は本の価格と送料の合計額の13.5%を販売手数料として請求していたが、現在は手数料は合計額の8%に設定されている。
3.追加手数料（例外あり）：AbeBooksでの商品のクレジットカード購入に5.5％分の追加請求（500ドルを超えた部分は3.5%）。
2006年4月、AbeBooksはそれまで任意だったマスターカードとVISAクレジットカードでの購入処理を販売者を代理して一括で行い、5.5％分（500ドルを超えた部分は3.5%）を追加請求すると規定した。AbeBooksでクレジットカードを使わずにペイパルなどの外部の支払いサービスを購入者が選択した場合には適用されない。
販売者は、様々な国向けや運送業者に応じた送料のレートを自分で設定することが出来る（制限あり）。またサイトのインターフェースか自身の表計算ソフトを使って在庫をアップロードすることが可能である。販売商品は書店から直接郵送されるが、一部の販売者は卸売業者または出版社から直接新刊を送ってくる。AbeBooksは間違いなく類似サイトの中では最大であるが、AbeBooksに出品している販売者の大半はAmazon.com、Biblio.com、Half.comなどの複数の類似市場にも出品している。

## ウェブサイト
AbeBooksのローカライズされた店舗はセレクションと価格の面で異なり、トップレベルドメインとカントリーコードで区別されている。
| 地域           | サイト                 |
| -------------- | ---------------------- |
| アメリカ       | abebooks.com           |
| イギリス       | abebooks.co.uk         |
| ドイツ         | ZVAB.com               |
| ドイツ         | abebooks.de            |
| フランス       | abebooks.fr            |
| イタリア       | abebooks.it            |
| スペイン       | iberlibro.com          |
| カナダ         | abebooks.ca            |
| オーストラリア | abebooks.com/books/anz |

他にもfillz.com、bookfinder.com、librarything.comなどのサイトがある

## 情報源
- “Company Profile”. AbeBooks.com - Company Information. 2006年4月3日閲覧。
- Radio Interview with Richard Davies of AbeBooks.com on "Read First, Ask Later" （Ep. 14）